# DP75: Tartina City
DP75: Tartina City er en tchadisk spillefilm fra 2006, instrueret af Issa Serge Coelo.